# Euphorbia austroanatolica
Euphorbia austroanatolica är en törelväxtart som beskrevs av Hub.-mor. och Mohammad Mohan Salar Khan. Euphorbia austroanatolica ingår i släktet törlar, och familjen törelväxter. Inga underarter finns listade i Catalogue of Life.